# Loriot moine
Oriolus monacha
Espèce
Statut de conservation UICN

 LC  : Préoccupation mineure
Le Loriot moine (Oriolus monacha) est une espèce de passereaux de la famille des Oriolidae.

## Répartition
Cet oiseau se trouve en Érythrée et en Éthiopie.

## Habitat
Il habite les forêts sèches tropicales et subtropicales.

## Sous-espèces
Selon Avibase, cet oiseau est représenté par deux sous-espèces :
- Oriolus monacha monacha (Gmelin, JF, 1789) ;
- Oriolus monacha meneliki Blundell & Lovat, 1899.